# Ráztočno
Ráztočno (allemand : Obermauth bei Kriegerhau, hongrois : Rásztony) est un village de Slovaquie situé dans la région de Trenčín.

## Histoire
La première mention écrite du village date de 1429.

## Démographie

### Évolution de la population
| Année:               | 1994. | 2004.   | 2014.   | 2024.   |
| -------------------- | ----- | ------- | ------- | ------- |
| Nombre de personnes: | 1173  | 1237    | 1216    | 1238    |
| Différence:          |       | +5,45 % | -1,69 % | +1,80 % |

| Année:               | 2023. | 2024.   |
| -------------------- | ----- | ------- |
| Nombre de personnes: | 1247  | 1238    |
| Différence:          |       | -0,72 % |